# Cash-Test
Der Cash-Test bzw. die Cash-Statistik {\displaystyle C} wurde 1979 von Webster Cash in der Astronomie zur Parameterschätzung und für Tests der Anpassungsgüte eines Modells an eine Stichprobe eingeführt. Im Vergleich zum Chi-Quadrat-Test konvergiert der Test bei Zählexperimenten schneller zur asymptotischen Chi-Quadrat-Verteilung. Insbesondere ist der Test robust gegenüber Situationen, in denen die beobachtete Häufigkeit in einer Kategorie kleiner als 5 oder gar 0 ist. Der Test ist mit dem G-Test verwandt, beide sind spezielle Formen des Likelihood-Quotienten-Tests.
Wie beim Chi-Quadrat-Test teilt man die Ausprägungen des Merkmals {\displaystyle X}  in {\displaystyle m} Kategorien ein und zählt, wie oft das Merkmal in jede von diesen Kategorien fällt. In Zählexperimenten sind die Kategorien typischerweise die Intervalle eines Histogramms.
Die Formel zur Berechnung der Prüfstatistik G lautet wie folgt:
{\displaystyle C=2\sum _{i}^{m}{\big (}N_{i}(\ln N_{i}-\ln \lambda )+N_{i}-\lambda {\big )}}
Im Vergleich zum G-Test ergibt sich die Differenz {\displaystyle C-G=2\sum _{i}^{m}(N_{i}-\lambda )}. Diese Differenz ist beim G-Test prinzipbedingt null, da die Stichprobengröße bei sachgemäßer Anwendung des G-Test im Vorfeld bekannt und fixiert ist.
Der Test war einige Zeit in Vergessenheit geraten, erfreut sich aber in den letzten 30 Jahren stetig steigender Beliebtheit.